# اریک باومان
اریک باومان (انگلیسی: Eric Baumann؛ زادهٔ ۲۱ مارس ۱۹۸۰) دوچرخه‌سوار اهل آلمان است.